# Ophiopterus coarctatus
Ophiopterus coarctatus là một loài tò vò trong họ Ichneumonidae.